# Gombe (Bundesstaat)

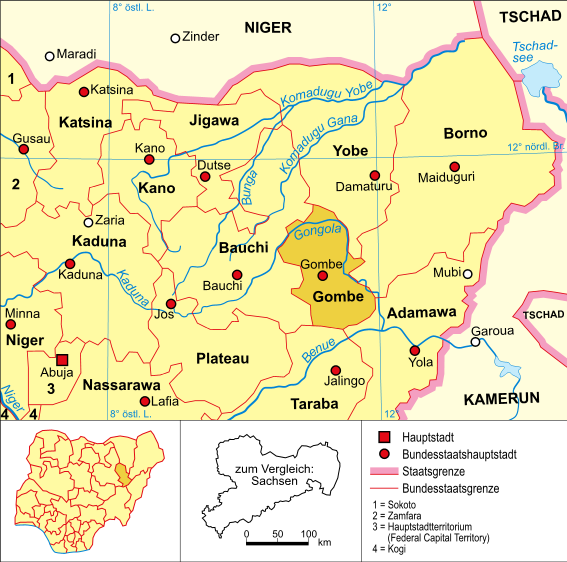
Lage von Gombe in Nigeria

Gombe ist ein Bundesstaat des westafrikanischen Landes Nigeria mit der Hauptstadt Gombe, die mit 250.278 Einwohnern (2005) auch die größte Stadt des Bundesstaates ist.

## Geografie
Der Bundesstaat liegt im Nordosten des Landes und grenzt im Norden und Nordosten an den Bundesstaat Yobe, im Osten an den Bundesstaat Borno, im Südosten an den Bundesstaat Adamawa, im Süden an den Bundesstaat Taraba und im Westen an den Bundesstaat Bauchi. Gombe wird vom Fluss Gongola durchquert, dem längsten Nebenfluss des Benue.

## Bevölkerung
Der Bundesstaat Gombe wird hauptsächlich vom Volk der Fulani bevölkert, die gelegentlich mit den Haussa zur Bevölkerungsgruppe Hausa-Fulani zusammengefasst werden. Die mit Abstand größte religiöse Gemeinschaft in Gombe sind die sunnitischen Muslime. Daher hat der Bundesstaat zwischen 1999 und 2001 offiziell das islamische Recht, die Scharia, als Quelle der Rechtsprechung eingeführt. Die Scharia hat allerdings nur in Gebieten mit mehrheitlich muslimischer Bevölkerung Geltung (siehe Scharia-Konflikt in Nigeria).
Schätzungsweise 7,8 Prozent der Gesamtbevölkerung im Bundesstaat Gombe sind mit HIV infiziert.

## Geschichte
Der Bundesstaat wurde am 1. Oktober 1996 aus einem Teil des Bundesstaates Bauchi gebildet. Erster Administrator war zwischen 7. Oktober 1996 und August 1998 Joseph I. Oriji. 
Gegenwärtiger Gouverneur ist seit 29. Mai 2003 Mohammed Danjuma Goje.

## Gouverneure und Administratoren
- Joseph Oriji (Administrator von 1996 bis 1998)
- Mohammed Bawa (Administrator von 1998 bis 1999)
- Abubakar Habu Hashidu (Gouverneur von 1999 bis 2003)

## Verwaltung
Der Staat gliedert sich in elf Local Government Areas. 
Diese sind: Akko, Balanga, Billiri, Dukku, Funakaye, Gombe, Kaltungo, Kwami, Nafada, Shomgom und Yamaltu-Deba.

## Wirtschaft
Die erwerbstätige Bevölkerung von Gombe ist überwiegend in der Landwirtschaft beschäftigt. Die klimatischen und ökologischen Verhältnisse erlauben unter anderem noch den Anbau von Getreide, Hirse, Mais und Reis.